# Surtur (Marvel Comics)
Surtur é um demônio fictício que aparece nas histórias em quadrinhos publicados pela Marvel Comics, geralmente como um vilão em histórias com o herói nórdico Thor. Com base no gigante de fogo Surtr da mitologia nórdica, e foi adaptado pelo escritor Stan Lee e o artista Jack Kirby, e apareceu pela primeira vez em Journey into Mystery# 97 (em outubro de 1963). O personagem já foi descrito como um dos "Dez Inimigos mais Hediondos do Poderoso Thor".

## Biografia
Surtur é um Gigante de fogo nativo ao plano extradimensional de Muspelheim terra dos demônios de fogo, um dos nove mundos da mitologia nórdica, e aparece pela primeira vez no título Journey into Mystery, em que se alega que fica no fim do mundo, esperando o fim dos tempos, onde ele pode matar homens e deuses. O primeiro encontro do personagem com o governante de Asgard, Odin, é contada em flashbacks e estabelece sua inimizade quando Surtur é preso pelo rei de Asgard no interior da Terra depois de formar uma aliança com os Trolls e tentar destruir o mundo com raiva por Odin desafiá-lo, embora ele dá a Odin um cavalo alado, esperando para ser liberado um dia. Surtur reaparece em Journey into Mystery # 104, tendo sido libertado pelo filho adotivo de Odin, Loki, que pretende usurpar o trono e governar Asgard, tendo sido dado uma porção da força de Odin. Junto com a tempestade gigante Skagg, o personagem invade a Terra, embora a dubla seja atendida por Odin, seu filho, Thor, o Deus do trovão e seu companheiro asgardiano Balder. Odin pára o tempo e envia cada ser humano na Terra para outra dimensão. Surtur envia Thor para o oceano com uma de suas bolas de fogo. Skagg é salvo de um naufrágio no oceano pelo seu endurecimento do solo, mas é derrotado por Odin, que está enfraquecido pela proeza. Surtur cria uma bola de fogo ardente e viaja para o Polo Norte para derreter as calotas polares. Usando a espada de Odin, Thor pára Surtur e o prende em um meteorito de partículas magnéticas em outra galáxia.

## Em outras mídias

### Cinema

#### Universo Cinematográfico Marvel
- O personagem apareceu no filme Thor: Ragnarok,tendo a captura de movimentos feita por Taika Waititi e a voz de Clancy Brown.